# Alexandre IV (roi de Macédoine)
Pour les articles homonymes, voir Alexandre de Macédoine et Alexandre IV.
Alexandre IV (en grec ancien : Ἀλέξανδρος), connu aussi sous le nom d'Alexandre Aigos (Aλέξανδρος Aιγός), né en août 323 av. J.-C. à Babylone, mort assassiné en 310 av. J.-C., est le fils posthume et l'héritier légitime d'Alexandre le Grand. Il est hypothétiquement roi de Macédoine, roi d'Asie et pharaon d'Égypte de sa naissance jusqu'à sa mort. Il est assassiné avec sa mère sur ordre de Cassandre en 310 av. J.-C. dans le contexte des guerres des Diadoques. 
En plus d'un frère, supposé mort en bas âge, il a un demi-frère, né de la liaison entre son père et Barsine : Héraclès de Macédoine (né vers 328 av. J.-C.).

## Biographie
Il est le fils d'Alexandre le Grand et de sa première épouse, Roxane, princesse originaire de Bactriane. Il est né trois mois environ après la mort d'Alexandre survenue le 11 juin 323 av. J.-C. À la mort d'Alexandre, sa succession provoque des troubles parmi les Macédoniens. Il est proclamé roi in utero, les accords de Babylone prévoyant qu'il partage la couronne avec son oncle, Philippe III. 
Pendant les treize années qui vont suivre, l'enfant-roi est ballotté entre différents Diadoques, qui se disputent sa garde comme un gage de la royauté macédonienne qui apporte une légitimité à leurs ambitions politiques. À sa naissance, il a pour tuteur (prostatès), Cratère, un fidèle d'Alexandre ; mais celui-ci trouve la mort en 322 av. J.-C. en luttant contre Eumène de Cardia ; ce titre disparaît alors avec lui. Les Accords de Triparadisos confirment Antipater dans la régence de Macédoine et il prend l'enfant sous sa tutelle. À sa mort en 319 av. J.-C., la régence passe aux mains de Polyperchon qui confie l'enfant à la garde d'Olympias qui fait assassiner Philippe III et son épouse intrigante Eurydice. En 317 av. J.-C., après l'exécution d'Olympias par Cassandre, Alexandre IV est enfermé avec sa mère dans la citadelle d'Amphipolis. Il y meurt assassiné en 310 av. J.-C. sur ordre de Cassandre, régent de Macédoine, peu de temps après la paix conclue en 311 av. J.-C. entre les Diadoques qui stipule que Cassandre ne resterait épimélète (régent) du roi que jusqu'à sa majorité, signant de ce fait son arrêt de mort.

## Sépulture
Il est possible que la tombe dite « du Prince », située à Vergina, soit celle d'Alexandre IV : les ossements qui y ont été retrouvés correspondraient à ceux d'un jeune garçon de 13-14 ans (l'âge d'Alexandre IV à sa mort), et la datation du monument funéraire s'accorderait avec la date de sa mort. La tombe est ornée d'une fresque représentant une course de chars, dont un des protagonistes pourrait être le jeune prince.
Philippe III a par ailleurs dédié en leur nom commun un petit monument hexastyle près de l'entrée du sanctuaire des Grands Dieux de Samothrace.

## Notes et références

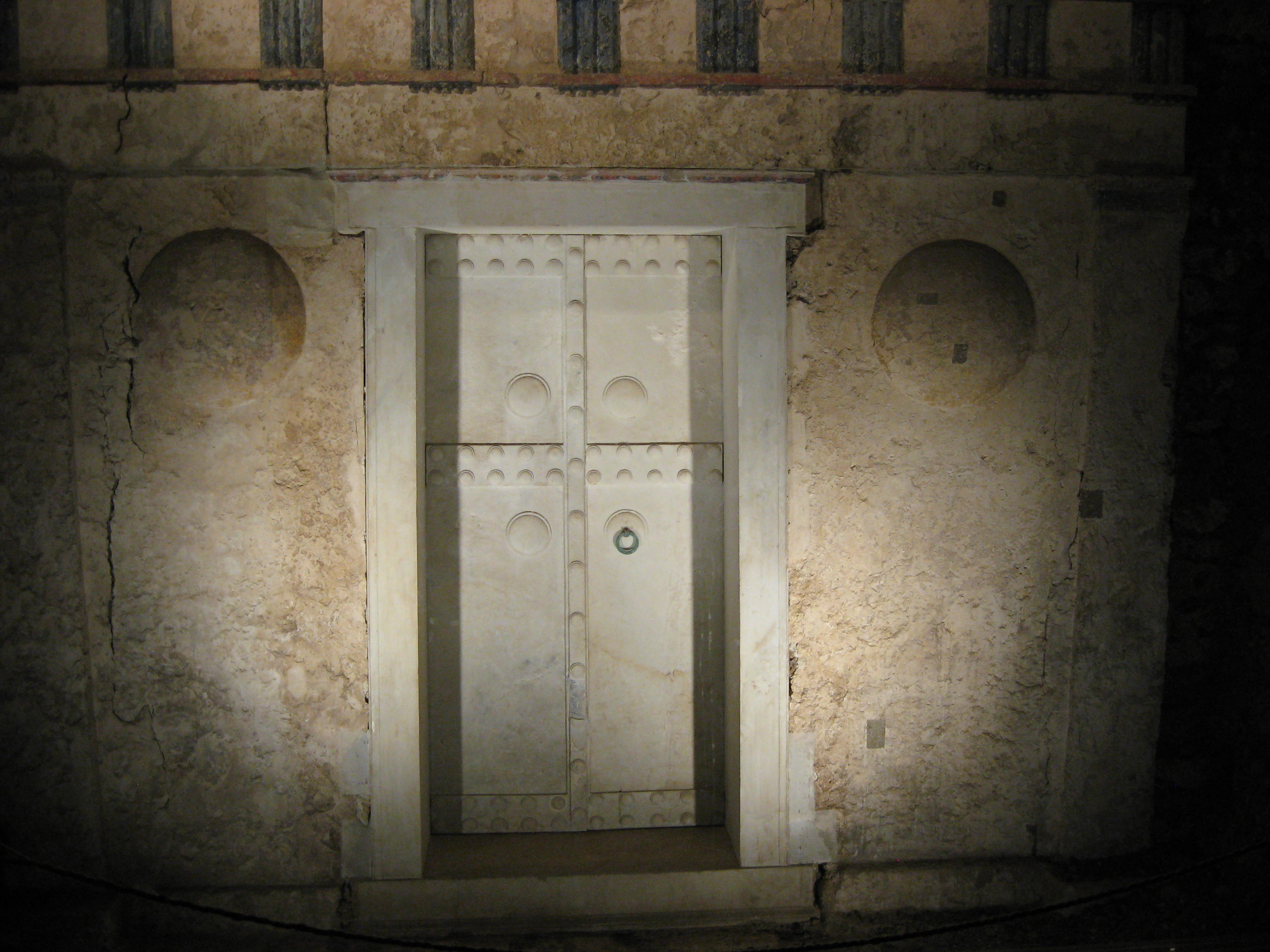
La « du Prince », qui pourrait être celle d'Alexandre IV.